# The Root of All Evil
The Root of All Evil kompilacijski je album švedskog melodičnog death metal sastava Arch Enemy, objavljen 28. rujna 2009. godine.
Na albumu se nalaze pjesme s njihova prva tri studijska albuma, Black Earth, Stigmata i Burning Bridges, kada je pjevač sastava bio Johan Liiva, s tim da ih je ovaj put otpjevala Angela Gossow. Uz sastav, album je producirao i Andy Sneap.

## Popis pjesama
| 1.    | »The Root of All Evil«   | 1:06 |
| 2.    | »Beast of Man«           | 3:45 |
| 3.    | »The Immortal«           | 3:47 |
| 4.    | »Diva Satanica«          | 3:48 |
| 5.    | »Demonic Science«        | 5:24 |
| 6.    | »Bury Me an Angel«       | 4:25 |
| 7.    | »Dead Inside«            | 4:24 |
| 8.    | »Dark Insanity«          | 3:25 |
| 9.    | »Pilgrim«                | 4:50 |
| 10.   | »Demoniality«            | 1:40 |
| 11.   | »Transmigration Macabre« | 3:33 |
| 12.   | »Silverwing«             | 4:22 |
| 13.   | »Bridge of Destiny«      | 7:53 |
| 52:22 |                          |      |

## Osoblje
Arch Enemy
- Angela Gossow — vokali
- Michael Amott — gitara, prateći vokali
- Christopher Amott — gitara
- Sharlee D'Angelo — bas-gitara
- Daniel Erlandsson — bubnjevi